# Clumber Spaniel
Der Clumber Spaniel ist eine von der FCI anerkannte britische Hunderasse (FCI-Gruppe 8, Sektion 2, Standard Nr. 109).

## Herkunft und Geschichtliches
Die Herkunft des Clumber Spaniel ist nicht geklärt, es soll eine sehr alte Rasse sein, die im 18. Jahrhundert vom Herzog von Newcastle auf Schloss Clumber in einem Zwinger gehalten worden sein soll und 1788 auf einem Gemälde zu sehen ist. Im 19. Jahrhundert war die Rasse in England sehr beliebt, doch ab 1930 wurde sie seltener. Nachdem im Jahr 1861 die erste Rassebeschreibung des Clumber Spaniels verfasst wurde, wurde die Hunderasse 1879 offiziell anerkannt. Der Clumber Spaniel ist ein englischer Stöberhund, der sowohl bei der Entenjagd als auch bei der Fasanen- und Schnepfenjagd verwendet wird.

## Beschreibung
Der  bis 34 kg schwere, massive Hund ist ein guter Begleiter des Jägers. Das Haar ist reichlich, dicht, seidig und glatt, einfarbig weiß am Rumpf, mit zitronefarbenen Abzeichen; orangefarbene Abzeichen sind zulässig. Die Ohren sind groß, weinblattförmig, gut bedeckt mit glattem Haar, etwas nach vorne herabhängend.